# 法誇爾—希爾步槍
法夸尔-希尔步枪（Farquhar-Hill RIfle），由英国的Moubray G. Farquhar和Arthur H. Hill设计，是20世纪初设计生產的第一代半自动步枪之一。

## 簡介
Farquhar-Hill最初乃是长后坐式原理，以轉拴式槍栓閉鎖。採用.303 英国口径，由19发截锥体形的弹鼓供弹，同時也包括10发圆锥弹匣或65发彈鼓。枪口初速为732 m/s（2,400 ft/s），標尺射程距离为1,500碼（1,370）。
Farquhar-Hill 于1908年在英国首次获得专利，并于1909年在美国获得专利。其关键特征是储存后坐能量的“中繼”弹簧（不同於後來的自動武器，通常彈簧直接作用於槍機組）。发射时，枪管与仍鎖住的枪機一起后坐，并在后坐时压缩中繼弹簧。当枪管返回到初始位置時，储存在中繼弹簧中的能量会使槍機往復，抽殼退殼并送新子弹入现以静止的枪管中。這樣設計的主要目标是实现平稳可靠的循环，但设计非常复杂，因此不适合军用枪械。1911年，法夸尔和希尔对他们的步枪进行了改进，将機構从枪管后坐式改为更便利的導氣式。新武器仍然採用中繼弹簧這種設計，不過現在槍管為固定式，如此简化了結構并提高了潛在精度和可靠性。這一新的原型經過多次潤色并由英军多次的测试。该步枪最初发射新型“.303无底缘”子弹（用7.65x53mm 比利时弹装入.303 British MK.VII的彈頭），不過後來放棄了這種試驗口徑而改用标准的.303 英式子彈。
经过多次试验，包括前线的部队试验和一些飞机上观察员的使用，在1918年法夸尔-希尔步枪終於被軍隊認可，发出正式的指標，要求購進高达100,000支法夸尔-希尔步枪。在1918年8月，军隊正式命名該槍為为“步枪，.303英寸，1918型”。然而，战争在工廠佈置完成之前就结束了，於是該槍的製造在1919年取消。

## 後話
在1920-30年代初期，法夸尔将这款步枪重新设计为一种顶部弹匣供弹的轻机枪。英国陆军曾多次测试这款被称为比尔德莫尔-法夸尔的机枪，但最终出自各种原因沒有採用該槍。

## 流行文化

### 電子遊戲
- 應徵入伍

## 另見
- 费德洛夫M1916自动步枪
- Cei-Rigotti
- 溫徹斯特1907型半自動步槍
- 蒙德拉貢步槍
- 雷明登8半自動步槍
- M1917RSC半自动步枪

## 外部鏈接
- http://www.forgottenweapons.com/early-semiauto-rifles/farquhar-hill/ （页面存档备份，存于）
- https://www.youtube.com/watch?v=oXpgJ4JydN4&context=C3e909ffUDOEgsToPDskLEvZCzQCJx5v1XwnvdmwOe （页面存档备份，存于）
- https://web.archive.org/web/20130527062140/http://www.nramuseum.org/the-museum/the-galleries/america-ascending/case-58-world-war-i-diorama/farquhar-hill-model-1909-experimental-semi-automatic-rifle.aspx
- https://archive.today/20130710182500/http://www.rememuseum.org.uk/collections_view.aspx?id=151